# Cristian Pulhac
Corneliu Cristian Pulhac (Iași, 17 agosto 1984) è un ex calciatore rumeno, di ruolo difensore.

## Carriera
Cresciuto inizialmente nelle giovanili della sua città passa in quelle della Dinamo Bucarest.
Nella stagione 2008-2009 subisce un infortunio al ginocchio.
Per la stagione 2010-2011 passa in prestito per 250.000 euro nella Primera División spagnola nelle file del neopromosso Hércules Club de Fútbol, rappresentativa di Alicante, fino all'estate 2011. In caso di ulteriore permanenza, la squadra spagnola dovrà pagare il doppio della somma già versata alla Dinamo Bucarest.

## Palmarès

### Club
- Campionato rumeno: 2

Dinamo Bucarest: 2001-2002, 2006-2007
- Coppa di Romania: 2

Dinamo Bucarest: 2004-2005, 2011-2012
- Supercoppa di Romania: 2

Dinamo Bucarest: 2005, 2012